# 구마키촌
구마키촌(熊木村)은 이시카와현 가시마군에 설치되었던 촌이다. 현재의 나나오시 북부에 해당한다.

## 지리
- 구마키강을 따라 구릉으로 둘러싸인 평야, 분지 지역으로 하마다의 동쪽은 나나미만의 해안이다.
- 당시 산업은 벼농사를 주업으로 하고, 부업으로 건어물, 다마노와 같은 어업이 있었다. 하마다 해안가에서는 굴 양식도 많이 이루어졌다.

## 역사
- 1889년 4월 1일 - 정촌제 시행에 의해 6개 촌의 구역을 가지고 성립하였다.
- 1954년 3월 31일 - 나카지마촌, 도요카와촌, 니시기시촌, 가사시호촌, 나타우치촌과 합병해 나카지마정이 성립하였다.

## 교통

### 철도
- 일본국유철도
  - 나나오선

### 도로
- 국도 제249호선 (현재의 도로)